# Chaetomium trigonosporum
Chaetomium trigonosporum är en svampart som först beskrevs av Marchal & É.J. Marchal, och fick sitt nu gällande namn av Chivers 1915. Chaetomium trigonosporum ingår i släktet Chaetomium och familjen Chaetomiaceae.   Inga underarter finns listade i Catalogue of Life.